# Olympische Sommerspiele 1988/Leichtathletik – 3000 m Hindernis (Männer)

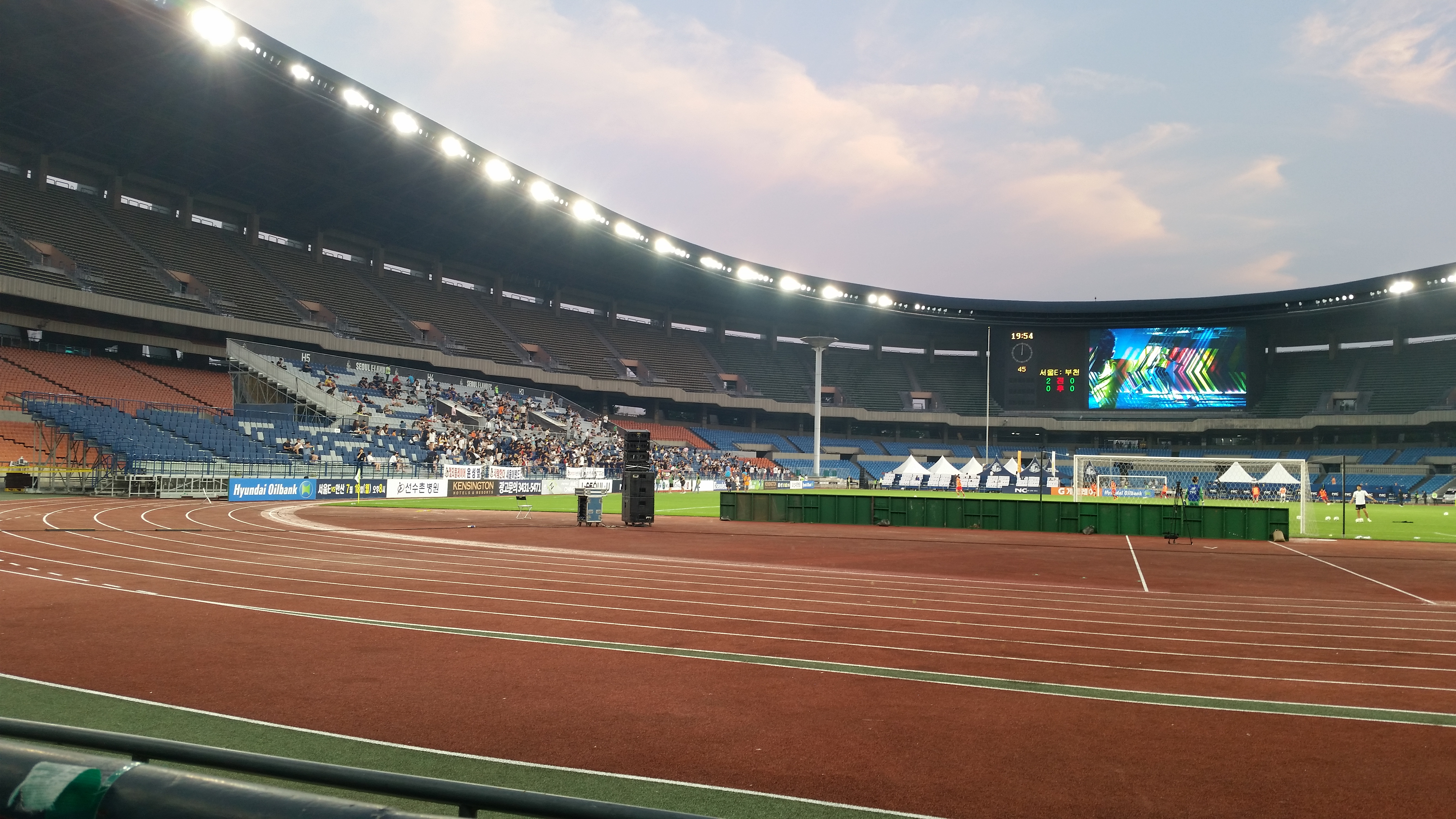
Innenraum des Olympiastadions im Jahr 2016

Der 3000-Meter-Hindernislauf der Männer bei den Olympischen Spielen 1988 in Seoul wurde am 26., 28. und 30. September 1988 im Olympiastadion Seoul ausgetragen. 32 Athleten nahmen teil.
Olympiasieger wurde der Kenianer Julius Kariuki. Er gewann vor seinem Landsmann Peter Koech und dem Briten Mark Rowland.
Für die Bundesrepublik Deutschland ging Jens Volkmann an den Start, der im Halbfinale ausschied.

Der für die DDR startende Hagen Melzer erreichte das Finale und belegte dort Platz zehn.

Läufer aus der Schweiz, Österreich und Liechtenstein nahmen nicht teil.

## Aktuelle Titelträger
| Olympiasieger 1984                      | Julius Korir ( Kenia)         | 8:11,80 min | Los Angeles 1984  |
| Weltmeister 1987                        | Francesco Panetta ( Italien)  | 8:08,57 min | Rom 1987          |
| Europameister 1986                      | Hagen Melzer ( DDR)           | 8:16,65 min | Stuttgart 1986    |
| Panamerikanischer Meister 1987          | Adauto Domingues ( Brasilien) | 8:23,26 min | Indianapolis 1987 |
| Zentralamerika und Karibik-Meister 1987 | Juan Ramón Conde ( Kuba)      | 8:42,38 min | Caracas 1987      |
| Südamerika-Meister 1987                 | Emilio Ulloa ( Chile)         | 8:51,41 min | São Paulo 1987    |
| Asienmeister 1987                       | Masashi Otokita ( Japan)      | 9:04,21 min | Singapur 1987     |
| Afrikameister 1988                      | Azzedine Brahmi ( Algerien)   | 8:26,56 min | Annaba 1988       |

## Rekorde

### Bestehende Rekorde
| Weltrekord         | 8:05,4 min  | Henry Rono ( Kenia)         | Seattle, USA               | 13. Mai 1978  |
| Olympischer Rekord | 8:08,02 min | Anders Gärderud ( Schweden) | Finale OS Montreal, Kanada | 28. Juli 1976 |

### Rekordverbesserung
Der kenianische Olympiasieger Julius Kariuki verbesserte den bestehenden olympischen Rekord im Finale am 30. September um 2,51 Sekunden auf 8:05,51 min. Den Weltrekord verfehlte er um elf Hundertstelsekunden.

## Vorrunde
Datum: 26. September 1988
Die Athleten traten zu insgesamt drei Vorläufen an. Für das Halbfinale qualifizierten sich pro Lauf die ersten sieben Athleten. Darüber hinaus kamen die nachfolgend fünf Zeitschnellsten, die sogenannten Lucky Loser, weiter. Die direkt qualifizierten Athleten sind hellblau, die Lucky Loser hellgrün unterlegt.

### Vorlauf 1
14:35 Uhr
| Platz | Name                    | Nation         | Zeit        |
| ----- | ----------------------- | -------------- | ----------- |
| 1     | Raymond Pannier         | Frankreich     | 8:30,94 min |
| 2     | Mark Rowland            | Großbritannien | 8:31,40 min |
| 3     | Peter Koech             | Kenia          | 8:31,66 min |
| 4     | Alessandro Lambruschini | Italien        | 8:32,59 min |
| 5     | Adauto Domingues        | Brasilien      | 8:32,77 min |
| 6     | Henry Marsh             | USA            | 8:33,89 min |
| 7     | Johannes Koeleman       | Niederlande    | 8:35,20 min |
| 8     | Héctor Begeo            | Philippinen    | 8:46,60 min |
| 9     | Ramón López             | Paraguay       | 8:56,06 min |
| 10    | Davendra Prakash Singh  | Fidschi        | 9:23,50 min |
| DSQ   | Abdelaziz Sahere        | Marokko        |             |

### Vorlauf 2
14:50 Uhr
| Platz | Name              | Nation         | Zeit        |
| ----- | ----------------- | -------------- | ----------- |
| 1     | Francesco Panetta | Italien        | 8:29,75 min |
| 2     | Julius Kariuki    | Kenia          | 8:33,42 min |
| 3     | Azzedine Brahmi   | Algerien       | 8:35,59 min |
| 4     | Brian Diemer      | USA            | 8:38,40 min |
| 5     | Edison Wedderburn | Großbritannien | 8:38,90 min |
| 6     | Bogusław Mamiński | Polen          | 8:45,72 min |
| 7     | Graeme Fell       | Kanada         | 8:51,25 min |
| 8     | Cha Han-sik       | Südkorea       | 8:59,82 min |
| 9     | Ikaji Salom       | Tansania       | 9:10,36 min |
| DNF   | Emilio Ulloa      | Chile          |             |
| DNS   | Bela Vago         | Ungarn         |             |

### Vorlauf 3
15:05 Uhr
| Platz | Name                    | Nation         | Zeit        |
| ----- | ----------------------- | -------------- | ----------- |
| 1     | Patrick Sang            | Kenia          | 8:36,11 min |
| 2     | Jens Volkmann           | BR Deutschland | 8:36,37 min |
| 3     | Hagen Melzer            | DDR            | 8:36,45 min |
| 4     | Brian Abshire           | USA            | 8:36,56 min |
| 5     | William Van Dijck       | Belgien        | 8:36,80 min |
| 6     | Bruno Le Stum           | Frankreich     | 8:36,95 min |
| 7     | Fethi Baccouche         | Tunesien       | 8:38,67 min |
| 8     | Roger Hackney           | Großbritannien | 8:39,30 min |
| 9     | Brendan Quinn           | Irland         | 8:40,87 min |
| 10    | Mohamed Barak al-Dosari | Saudi-Arabien  | 8:45,25 min |
| 11    | Abdullah al-Dosari      | Bahrain        | 9:10,85 min |

## Halbfinale
Datum: 28. September 1988
Für das Finale qualifizierten sich pro Lauf die ersten fünf Athleten. Darüber hinaus kamen die nachfolgend drei Zeitschnellsten, die sogenannten Lucky Loser, weiter. Die direkt qualifizierten Athleten sind hellblau, die Lucky Loser hellgrün unterlegt.

### Lauf 1

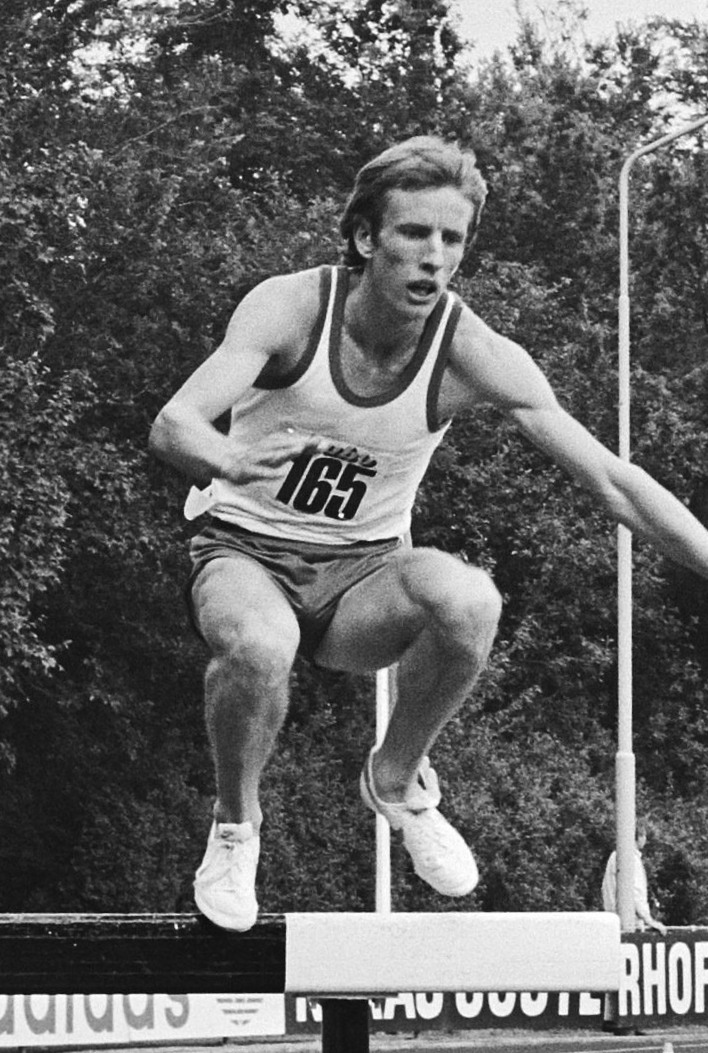
Johannes Koeleman erreichte das Halbfinale und schied dort als Achter seines Laufs aus

16:20 Uhr
| Platz | Name              | Nation         | Zeit        |
| ----- | ----------------- | -------------- | ----------- |
| 1     | William Van Dijck | Belgien        | 8:15,63 min |
| 2     | Peter Koech       | Kenia          | 8:15,68 min |
| 3     | Hagen Melzer      | DDR            | 8:16,27 min |
| 4     | Patrick Sang      | Kenia          | 8:16,70 min |
| 5     | Francesco Panetta | Italien        | 8:17,23 min |
| 6     | Bogusław Mamiński | Polen          | 8:18,28 min |
| 7     | Henry Marsh       | USA            | 8:18,94 min |
| 8     | Johannes Koeleman | Niederlande    | 8:21,86 min |
| 9     | Bruno Le Stum     | Frankreich     | 8:26,69 min |
| 10    | Edison Wedderburn | Großbritannien | 8:28,62 min |
| 11    | Adauto Domingues  | Brasilien      | 8:35,05 min |
| 12    | Héctor Begeo      | Philippinen    | 8:35,09 min |
| DNF   | Roger Hackney     | Großbritannien |             |

### Lauf 2
16:35 Uhr
| Platz | Name                    | Nation         | Zeit        |
| ----- | ----------------------- | -------------- | ----------- |
| 1     | Azzedine Brahmi         | Algerien       | 8:16,54 min |
| 2     | Alessandro Lambruschini | Italien        | 8:16,92 min |
| 3     | Mark Rowland            | Großbritannien | 8:18,31 min |
| 4     | Julius Kariuki          | Kenia          | 8:18,53 min |
| 5     | Raymond Pannier         | Frankreich     | 8:19,39 min |
| 6     | Graeme Fell             | Kanada         | 8:19,99 min |
| 7     | Brian Diemer            | USA            | 8:23,89 min |
| 8     | Jens Volkmann           | BR Deutschland | 8:25,19 min |
| 9     | Brian Abshire           | USA            | 8:27,78 min |
| 10    | Fethi Baccouche         | Tunesien       | 8:31,36 min |
| 11    | Brendan Quinn           | Irland         | 8:43,34 min |
| 12    | Mohamed Barak al-Dosari | Saudi-Arabien  | 8:44,22 min |
| 13    | Ramón López             | Paraguay       | 8:52,62 min |

## Finale

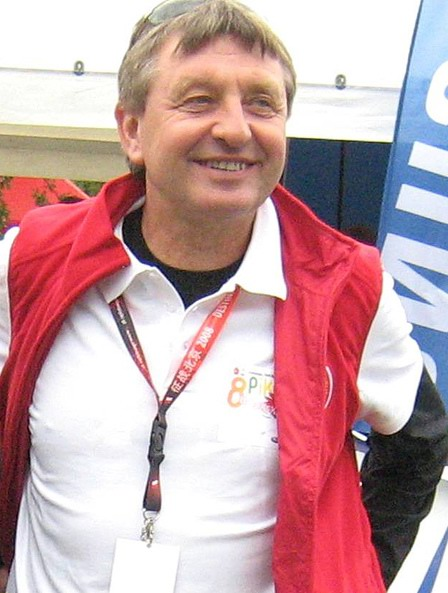
Der achtplatzierte Bogusław Mamiński (Foto: 2007)

Datum: 30. September 1988, 14:20 Uhr
| Platz | Name                    | Nation         | Zeit        | Anmerkung |
| ----- | ----------------------- | -------------- | ----------- | --------- |
| 1     | Julius Kariuki          | Kenia          | 8:05,51 min | OR        |
| 2     | Peter Koech             | Kenia          | 8:06,79 min |           |
| 3     | Mark Rowland            | Großbritannien | 8:07,96 min |           |
| 4     | Alessandro Lambruschini | Italien        | 8:12,17 min |           |
| 5     | William Van Dijck       | Belgien        | 8:13,99 min |           |
| 6     | Henry Marsh             | USA            | 8:14,39 min |           |
| 7     | Patrick Sang            | Kenia          | 8:15,22 min |           |
| 8     | Bogusław Mamiński       | Polen          | 8:15,97 min |           |
| 9     | Francesco Panetta       | Italien        | 8:17,79 min |           |
| 10    | Hagen Melzer            | DDR            | 8:19,82 min |           |
| 11    | Graeme Fell             | Kanada         | 8:21,73 min |           |
| 12    | Raymond Pannier         | Frankreich     | 8:23,80 min |           |
| 13    | Azzedine Brahmi         | Algerien       | 8:26,68 min |           |

Für das Finale hatte sich das Trio der Kenianer sowie ein Duo aus Italien qualifiziert. Komplettiert wurde das Starterfeld durch je einen Teilnehmer aus Großbritannien, der DDR, den USA, Algerien, Belgien, Frankreich, Kanada und Polen.
Als Favoriten galten die drei Kenianer Peter Koech, Julius Kariuki und Patrick Sang sowie der italienische Weltmeister Francesco Panetta.
Im Finalrennen übernahm Panetta von Anfang an die Führungsposition und legte ein hohes weltrekordreifes Tempo vor. Die 1000-Meter-Durchgangszeit betrug 2:42,51 min. Das Feld war bedingt durch das schnelle Tempo schon etwas auseinandergezogen. Es gab kaum Positionskämpfe. An zweiter Stelle lief der Belgier William Van Dijck, hinter ihm die beiden Kenianer Kariuki und Koech sowie Europameister Hagen Melzer aus der DDR. Nach 1500 Metern fiel Melzer zurück, nun war der Brite Mark Rowland Fünfter. Die 2000-Meter-Zwischenzeit lautete 5:27,88 min, es war nur geringfügig langsamer geworden (zweiter 1000-Meter-Abschnitt: 2:45,37 min). Panetta an der Spitze konnte nun allerdings das hohe Tempo nicht mehr ganz halten. Vorne hatte sich eine siebenköpfige Führungsgruppe gebildet, die sich jetzt etwas zusammenschob. Zwei Runden vor dem Ziel übernahm Kariuki die Initiative und zog an Panetta vorbei, Koech folgte ihm sofort. Der Italiener war am Ende seiner Kräfte und wurde durch das Feld bis auf den neunten Platz durchgereicht. Rowland war nun Dritter. Hinter ihm entstand eine Lücke, die drei Läufer vorne setzten sich weiter ab. In der letzten Runde verschärfte Kariuki, seine Verfolger konnten sein Spurttempo nicht mitgehen. Auch zwischen Koech und Rowland gab es nun eine Lücke, die Medaillen waren schon zu Beginn der Zielgeraden so gut wie verteilt. Julius Kariuki lief zum Olympiasieg und verpasste den zehn Jahre alten Weltrekord seines Landsmannes Henry Rono um nur elf Hundertstelsekunden. Mehr als eine Sekunde nach Kariuki kam Koech als Zweiter ins Ziel. Die Bronzemedaille gewann Mark Rowland. Mit über viereinhalb Sekunden Rückstand folgte der Italiener Alessandro Lambruschini als Vierter vor William Van Dijck und dem US-Amerikaner Henry Marsh.
Julius Korir gewann die vierte Goldmedaille für Kenia in dieser Disziplin. Damit schloss Kenia zu Finnland auf, das zwischen 1924 und 1936 vier Olympiasiege hatte verbuchen können. Sowohl finnische als auch kenianische Läufer hatten bislang drei Silbermedaillen gewonnen. Nur durch zwei Bronzemedaillen lagen die Finnen in der Medaillenwertung dieser Disziplin noch vor Kenia.

## Videolinks
- 1988 Olympics - 3000 Meter Steeplechase, youtube.com, abgerufen am 29. November 2021
- 3000m Steeplechase Final - 1988, youtube.com, abgerufen am 25. Januar 2018